# エスタディオ・エル・プランティオ
エスタディオ・エル・プランティオ（Estadio El Plantío）は、スペイン・カスティーリャ・イ・レオン州ブルゴス県ブルゴスにあるサッカー専用スタジアム。ブルゴスCFがホームスタジアムとして使用している。

## 概要
正式名称は『エスタディオ・ムニシパル・デ・エル・プランティオ』（Estadio Municipal de El Plantío）で、収容人数は12,642人。
2018年3月より、4つあるスタンドの内メインスタンドを除く3つのスタンドの改修工事がスタートし、2020年に竣工した。

## ギャラリー

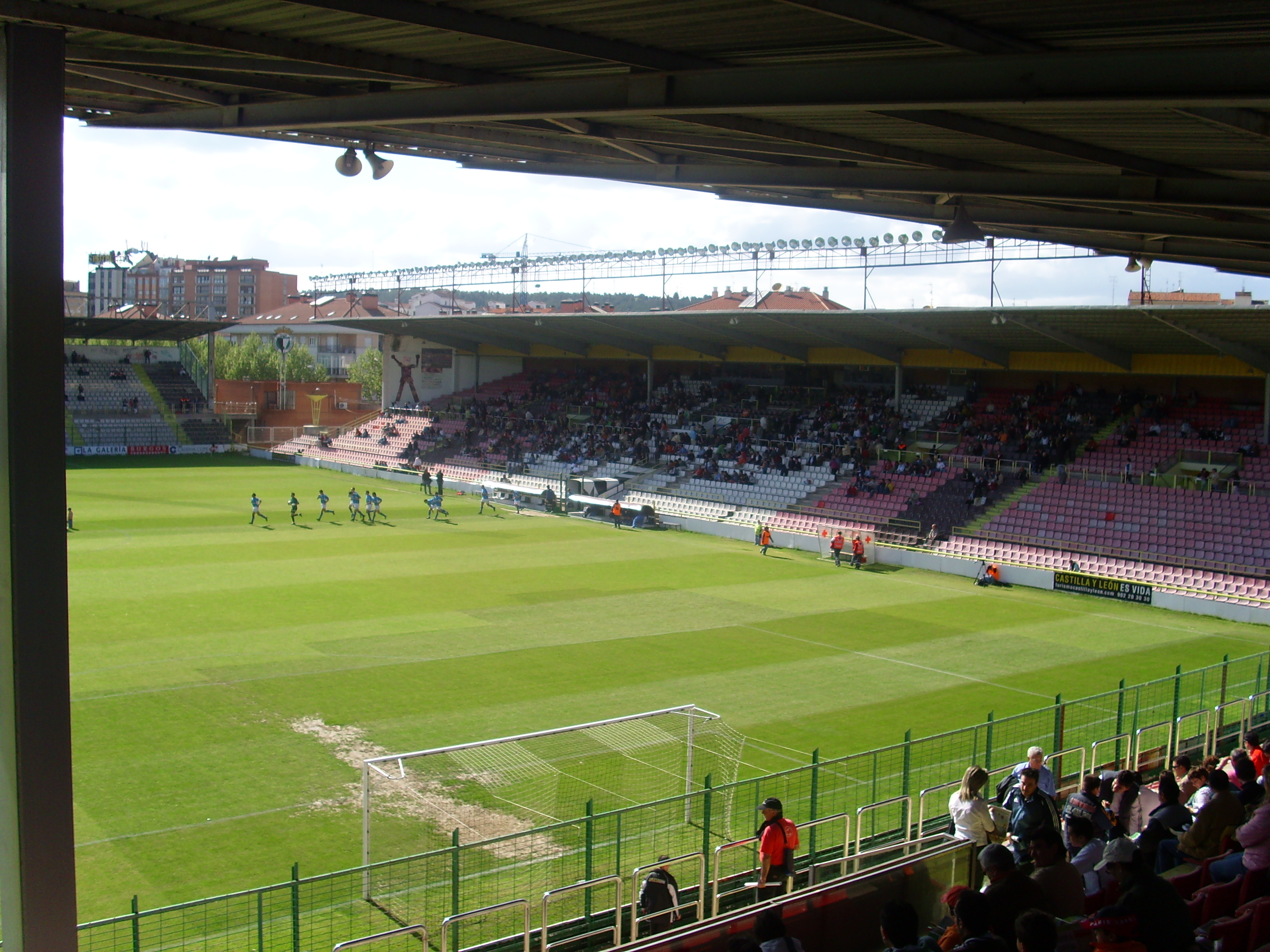
2007年の内観
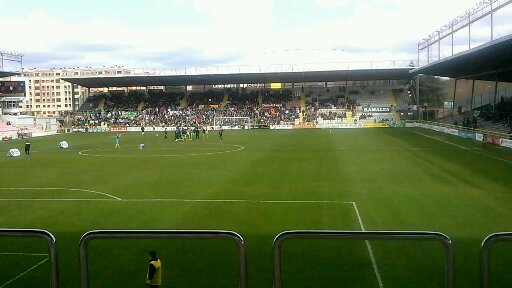
2016年の内観
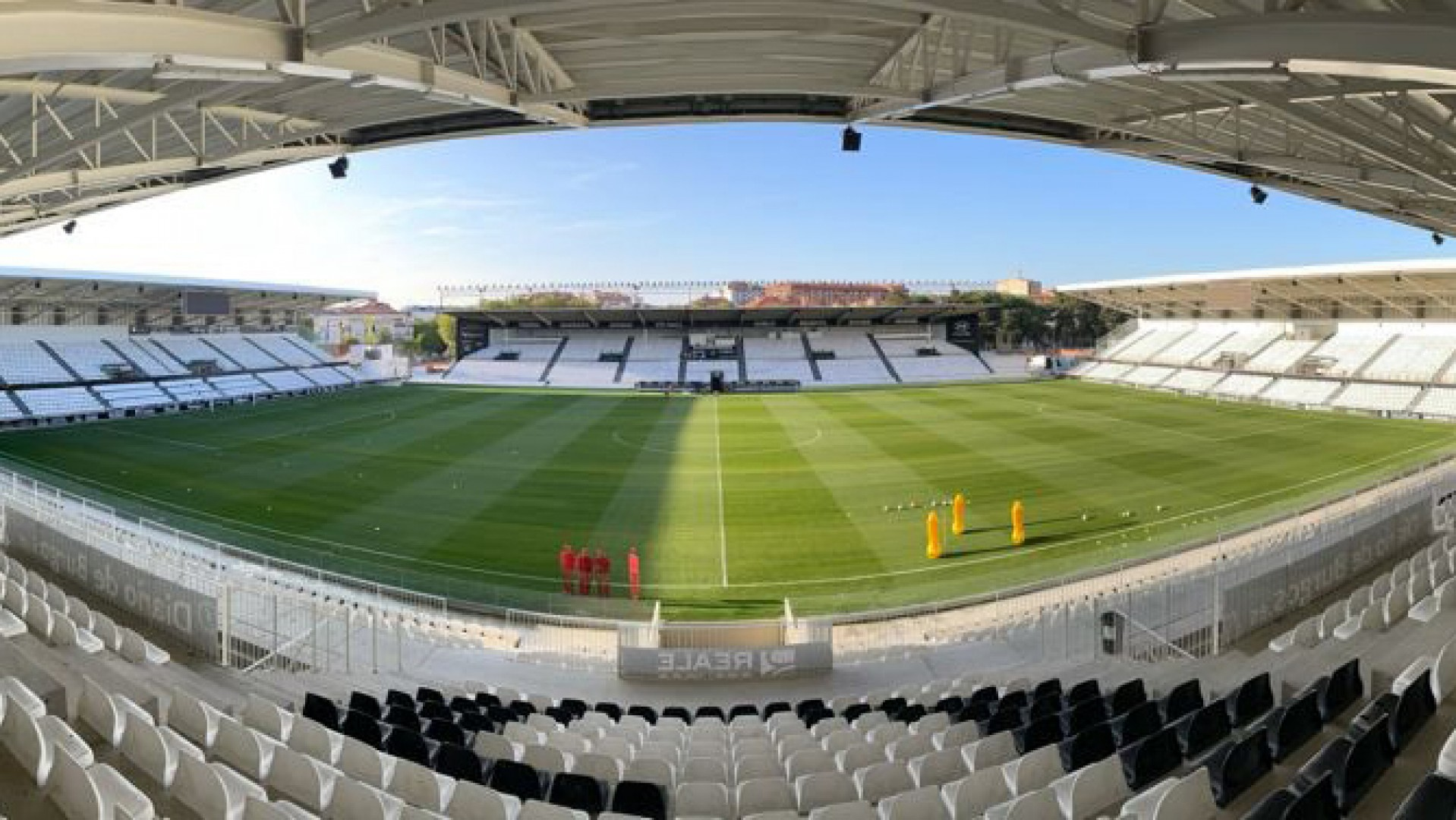
2022年の内観